# 甘特
甘特，是匈牙利费耶尔州所辖的一个村。总面积58.15平方公里，总人口862，人口密度14.8人/平方公里（2011年1月1日）。